# Schordann Zsigmond
Schordann Zsigmond (Nagylévárd, 1794. július 22. – Pest, 1862. április 11.) orvosdoktor, királyi tanácsos, egyetemi tanár.

## Élete
Édesapja gazdatiszt volt Lévárdon. Középiskoláit 1801-től 1811-ig Pozsonyban járta, az orvosi tudományokat 1811-től 1816-ig Pesten hallgatta és 1815. szeptember 15-én Lenhossék Mihálynak, az élettan tanárának lett segéde. Az orvosdoktori oklevélnek 1817. július 15-ei elnyerése után ismereteinek bővítése céljából Bécsbe ment, ahonnét 1818-ban visszatérvén, mint helyettes tanár a pesti egyetemen az elméleti orvostan előadásával bízták meg, az 1820. év második felében pedig, ugyancsak mint helyettes, az élettant is előadta. 1820. június 25-én kinevezték az elméleti orvostan rendes tanárává, 1822-ben pedig az élettan tanárává; e mellett mint helyettes 1825-ig az elméleti orvostant is előadta. Az élettani tanszéken 1856-ig működött. Négy évig tartott súlyos gerincbaj után 1862. április 11-én halt meg. 1861. február 24-én kelt végrendeletében összes vagyonát (55 889 forint 62 korona) száz egyenlő részre osztotta és ebből 49 részt rendelt orvoskari alapítványokra fordíttatni.

## Művei
- Dissertatio inaug. medica de mecidina populari. Pestini, 1817.
- Észrevételek a magyarországi cholerajárványról. Uo. 1831. (Különnyomat az Orvosi Tárból.)